# José María Martín de Herrera y de la Iglesia
José María Martín de Herrera y de la Iglesia (né le 26 août 1835 à Aldeadávila de la Ribera en Castille, et mort le 8 décembre 1922 à Saint-Jacques-de-Compostelle) est un cardinal espagnol du XIXe siècle et du début du XXe siècle.

## Biographie
Herrera est curé à Salamanque et doyen du cathédrale de León. Il est élu archevêque de Santiago de Cuba en 1875. Herrera est transféré à l'archidiocèse de Saint-Jacques-de-Compostelle en 1889.
Le pape Léon XIII le crée cardinal lors du consistoire du 19 avril 1897. Il participe au conclave de 1903, lors duquel Pie X est élu et au conclave de 1914 (élection de Benoît XIV). Herrera ne participe pas au conclave de 1922 (élection de Pie XI) pour des raisons de santé.

## Sources
- Fiche  sur le site fiu.edu